# Gliese 400
Gliese 400 is een tweevoudige ster met een spectraalklasse van K7 en M0.V. De ster bevindt zich 44,7 lichtjaar van de zon.